# Karl Riess

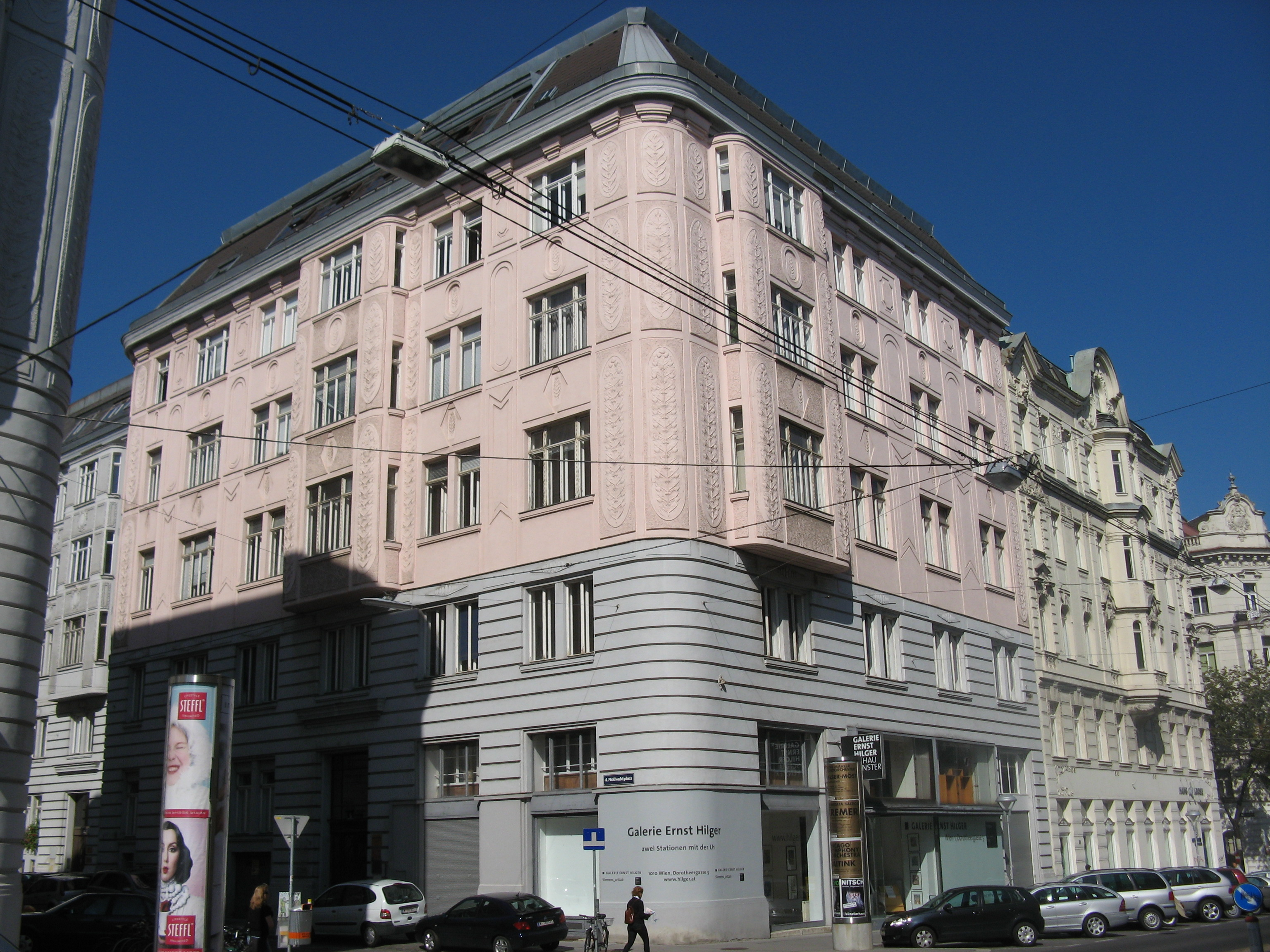
Haus Favoritenstraße 30 (1906/07) von Karl Riess

Karl Riess (* 20. Mai 1837 in Wien; † 25. Oktober 1930 in Linz) war ein österreichischer Architekt und Stadtbaumeister.

## Leben
Karl Riess studierte von 1853 bis 1858 am Polytechnischen Institut in Wien, das ein Vorläufer der späteren Technischen Hochschule war, Maschinenbau, Landwirtschaft und Wasserbau. Er erhielt 1868 seine Baumeisterkonzession und war danach erfolgreich in seinem eigenen Baumeisterbetrieb tätig, wobei er die Bauten sowohl entwarf als auch ausführte. Hauptsächlich war er dabei in seinem Heimatbezirk Wieden tätig. Sein Sohn Franz Riess trat 1897 in den Betrieb ein und führte diesen ab 1905, der Vater war aber bis ins hohe Alter weiter dort tätig.

## Bedeutung
Karl Riess baute im historistischen Stil, bei dem die Fassade stets in Sockelgeschoß und 2 Hauptgeschoße gegliedert war sowie die Fenster in letzteren durch reiche Umrahmungen und Überdachungen hervorgehoben wurden. Riess begann mit relativ einfachen Renaissanceformen, ging aber später zu aufwendigeren Gestaltungen und ab den späten 1880er Jahren zu neobarocken Formen über. Riess hob dabei Erker oder Hausecken speziell hervor. Anfang des 20. Jahrhunderts erscheinen auf Riess’ Bauten auch zunehmend secessionistische Ornamentformen, wobei hier nicht mehr festgestellt werden kann, ob dies nicht auf das Wirken seines Sohnes zurückzuführen ist.

## Werke
- Miethaus, Lambrechtgasse 4, 6 und 8, Wien 4 (1870)
- Miethaus, Favoritenstraße 25, Wien 4 (1871)
- Miethaus, Apfelgasse 3, Wien 4 (1873)
- Miethaus, Graf-Starhemberg-Gasse 22, Wien 4 (1874)
- Miethaus, Große Neugasse 11, Wien 4 (1875)
- Volksschule, Mariensee am Wechsel (1878)
- Miethäuser, Graf-Starhemberg-Gasse 41, 43 und 45, Wien 4 (1882)
- Stadtvilla, Pfarrplatz 6, Baden (1887)
- Wohnhaus, Leipziger Straße 48, Wien 20 (1899)
- Villa Julius Krickl, Semmering 67 (1900)
- Miethaus, Favoritenstraße 66, Wien 4 (1902)
- Miethaus, Pfarrplatz 4 und 5, Baden (1904)
- Miethaus, Stumpergasse 9, Wien 6 (1904)
- Wohn- und Geschäftshaus "Zu den 7 Sternen", Siebensterngasse 13, Wien 7 (1906)
- Miethaus, Favoritenstraße 30 und 32, Wien 4 (1906–1907)